# Exomalopsis bomanii
Exomalopsis bomanii är en biart som först beskrevs av Holmberg 1903.  Exomalopsis bomanii ingår i släktet Exomalopsis och familjen långtungebin. Inga underarter finns listade i Catalogue of Life.